# Гуцал, Виктор Александрович
Виктор Александрович Гуцал (29 декабря (по другим данным — 7 апреля) 1953 — 13 марта 2004) — советский и украинский экономико-географ, краевед, кандидат географических наук, доцент Киевского национального университета имени Тараса Шевченко.

## Биография
Родился Виктор Гуцал в пгт. Ярмолинцы, Хмельницкая область.
В 1970—1971 годах работал учителем истории Антоновецкой восьмилетней школы (Ярмолинецкий район Хмельницкой области). В 1971—1973 годах служил в Вооруженных силах СССР.
В 1980 году окончил Киевский университет имени Тараса Шевченко по специальности экономико-географ, преподаватель географии. В 1980—1981 годах был председателем комитета ДОСААФ Киевского университета. В 1981—1984 годах учился в аспирантуре Киевского университета. С 1984 года — инженер, ассистент (с 1988 года), с 1993 года — доцент кафедры экономической и социальной географии. В 1990 году защитил кандидатскую диссертацию «Функционально-территориальная структура Киевского пригородного аграрно-территориального комплекса» по специальности экономическая и социальная география (научный руководитель М. Д. Пистун).
Читал курсы: «Основы научных исследований», «Общественно-географическая картография», «Историческая общественная география», «Технико-экономические основы производства». Научные интересы: территориальная организация и функционирование пригородных агропромышленной торговых комплексов, историческая общественная география Украины. Автор более 40 научных работ.
Умер 13 марта 2004 года в Киеве.

## Труды
- Экономико-географический комплекс крупного города. — К., 1989 (соавтор).
- Географія агропромислових комплексів. — К., 1997 (соавтор).
- Київ як екологічна система: природа — людина — виробництво — екологія. — К., 2001 (соавтор).